# Provitamín A

Vitamín A (retinol)

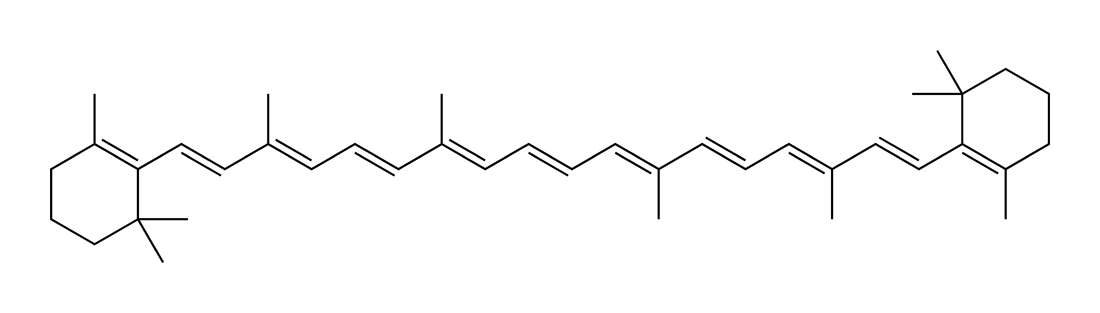
β-karoten – rozštěpením jeho molekuly organismus získá 2 molekuly retinolu.

Provitamín A je látka, která sice sama není vitamínem, ale organismus je schopen její metabolickou přeměnou získat aktivní vitamín A (retinol).
Jako provitamíny A jsou využívány především látky označované jako karoteny. Nejvydatnějším zdrojem vitamínu A je β-karoten. Vitamín A může být ve vyšších dávkách toxický, v průběhu těhotenství teratogenní (způsobit vývojové vady plodu). Karoteny tyto účinky nemají, jejich přeměna na vitamín A probíhá v organismu pouze v aktuálně potřebném množství. Jsou tedy považovány za bezpečný zdroj tohoto vitamínu.

## Přepočet jednotek
Byl stanoven poměr pro přepočítání karotenů na odpovídající množství vitamínu A (tzv. ekvivalentů retinolové aktivity, trans-retinolekvivalentů), a to 12:1 pro β-karoten a 24:1 pro ostatní karoteny (α-karoten, γ-karoten). To znamená, že 1 mg retinolu (cca 3333,3 i. u., mezinárodních jednotek) odpovídá 12 mg β-karotenu nebo 24 mg ostatních karotenů.
Tento poměr je stanoven podle průměrně zjištěných hodnot, neboť ve skutečnosti závisí přeměna na vitamín A na aktuálních potřebách organismu.